# Ghețarul Dargomîjski
Ghețarul Dargomîjski (în rusă Ледник Даргомыжского, transliterat: Lednik Dargomîjskogo) este un ghețar de pe insula Alexandru I de pe coasta de vest a Peninsulei Antarctice. Curge spre vest de la Staccato Peaks la Williams Inlet.
Academia de Științe a URSS l-a numit în anul 1987 după compozitorul rus Aleksandr Dargomîjski (1813–1869).